# Piquetiella blanci
Piquetiella blanci är en ringmaskart som först beskrevs av Piquet 1906.  Piquetiella blanci ingår i släktet Piquetiella och familjen glattmaskar. Inga underarter finns listade i Catalogue of Life.